# كويكب نوع-L
الكويكبات من النوع أل أو (L-type) هو نوع ذو تواجد قليل نسبياً من الكويكبات , ولها طيف محمر قوي في الموجات عند 0.75 , وطيف ساكن مستوي عند الموجات الأطول، في مقارنة بالكويكبات من النوع كاي يظهر أن النوع أل طيفه يبدو أكثر إحمراراً عند طول الموجة المرئي، وتبدو سطحية عند الطيف بالأشعة تحت الحمراء.
هذا النوع قد تم تصنيفه في تصنيف ثولين على أنه كويكب ساكن من النوع أس، وبالتالي تم ابتداع هذا النوع من قبل تصنيف سماس.

## كويكبات من النوع أل دي
تم اقتراح تجميع الكويكبات القريبة من الطيف السطحي للنوع أل عند 0.75 مايكروميتر في تصنيف سماس، مثل الكويكب من النوع دي , قد يوجد مثال لهذا الحالة وهو الكويكب ليونيسيس 728 على الرغم من أنه صنف ضمن النوع آي.